# Janusz Prasol
Janusz Prasol, ps. „Parasol” (ur. w 1955) – polski gangster, przestępca, członek zarządu gangu pruszkowskiego.

## Życiorys
Pochodzi z Pruszkowa. W latach 70. i 80. karany był za włamania i kradzieże. Spędził wówczas w zakładach karnych łącznie dwanaście lat. Podjął pracę w drukarni jako zaopatrzeniowiec, z dochodami w wysokości 3 tys. zł miesięcznie. Do połowy lat 90. wraz z Ryszardem Pawlikiem, ps. „Krzyś” dzierżawił lokal „Kaskada” w Brwinowie pod Warszawą. Choć przez większość czasu pozostawał on zamknięty, wykazywał obroty. Według Policji był miejscem prania pieniędzy.
W lipcu 1990 uczestniczył w strzelaninie w motelu „George” koło Nadarzyna – został postrzelony przez funkcjonariusza Policji, a następnie oczyszczony z zarzutu sprowokowania tego zajścia. Dzięki udziałowi w strzelaninie zyskał dodatkowy autorytet wśród gangsterów. Ponownie ranny został w 1999 podczas zamachu na jego życie. Oskarżany był o zorganizowanie nieudanego zamachu na Wiesława Niewiadomskiego, ps. „Wariat” (1996) oraz podżeganie do zabójstwa Andrzeja Kolikowskiego, ps. „Pershing” i Jarosława Sokołowskiego ps. „Masa”, którego uważał za konfidenta.
W 2003 został skazany przez Sąd Okręgowy w Warszawie na karę siedmiu lat pozbawienia wolności za założenie i kierowanie gangiem pruszkowskim. Wyrok ten został utrzymany w mocy przez sąd apelacyjny w 2004, a później przez Sąd Najwyższy w 2005. Zakład karny opuścił w 2008 po wpłaceniu 200 tys. zł kaucji. W kolejnym procesie oskarżony był o m.in. rozboje i podżeganie do zabójstwa, jednak został skazany za handel bronią na karę półtora roku pozbawienia wolności. W poczet kary zaliczono mu okres wcześniejszego pozbawienia wolności.
1 lutego 2017 został zatrzymany przez policję wraz z Andrzejem Banasiakiem (ps. „Słowik”) i Leszkiem Danielakiem (ps. „Wańka”) pod zarzutem wyłudzenia podatku VAT. Od tego czasu przebywał w areszcie tymczasowym. W listopadzie 2019 sąd zgodził się na jego zwolnienie za poręczeniem w wysokości 120 tys. zł, jednak kaucja nie została wpłacona. Areszt opuścił w maju 2020. 
W styczniu 2021 wraz ze „Słowikiem” i „Wańką” został zatrzymany przez CBŚP pod zarzutem „kierowania gróźb pozbawienia życia lub ciężkiego uszczerbku na zdrowiu celem doprowadzenia do niekorzystnego rozporządzenia mieniem, wywierania bezprawnego wpływu na świadka i udaremnienia lub znacznego utrudnienia stwierdzenia przestępnego pochodzenia środków pieniężnych”. Wszyscy trzej zostali następnie tymczasowo aresztowani w marcu 2021 i przebywali w areszcie do maja tego samego roku.
W listopadzie 2022 został zatrzymany przez CBŚP pod zarzutem handlu narkotykami, którego wraz ze „Słowikiem” i „Wańką” miał dopuszczać się w latach 2015-2016. Proces w tej sprawie ruszył w styczniu 2025 w Sądzie Okręgowym w Warszawie, a w marcu tego samego roku oskarżeni zostali zwolnieni z aresztu.